# اتحادیه فوتبال تووالو
اتحادیه فوتبال تووالو (انگلیسی: Tuvalu National Football Association) نهاد اداره‌کننده مسابقات فوتبال و فوتسال در کشور تووالو است.
این اتحادیه که در سال ۱۹۷۹ تأسیس شده عضو کنفدراسیون فوتبال اقیانوسیه می‌باشد.